# A Life Within a Day
A Life Within a Day je debutové studiové album projektu Squackett. Album poprvé vyšlo 4. června 2012 pod značkou Esoteric Recordings.

## Seznam skladeb
| Pořadí | Název                | Autor                                   | Délka |
| ------ | -------------------- | --------------------------------------- | ----- |
| 1.     | A Life Within A Day  | Hackett, Squire, King                   | 6:35  |
| 2.     | Tall Ships           | Hackett, Squire, King                   | 6:18  |
| 3.     | Divided Self         | Hackett, Squire, King, Clabburn         | 4:06  |
| 4.     | Aliens               | Hackett, Squire, King, Healy            | 5:32  |
| 5.     | Sea of Smiles        | Hackett, Squire, King                   | 5:25  |
| 6.     | The Summer Backwards | Hackett, Squire, King                   | 3:00  |
| 7.     | Storm Chaser         | Hackett, Squire, King                   | 5:26  |
| 8.     | Can't Stop the Rain  | Hackett, Squire, King, Johnson, Sessler | 5:47  |
| 9.     | Perfect Love Song    | Hackett, Squire, King, Johnson          | 4:04  |

## Obsazení
- Chris Squire – baskytara, zpěv
- Steve Hackett – kytara, zpěv
- Roger King – klávesy
- Jeremy Stacey – bicí